# Maesa hupehensis
Maesa hupehensis là một loài thực vật có hoa trong họ Anh thảo. Loài này được Rehder mô tả khoa học đầu tiên năm 1916.